# Good Morning Gorgeous
Good Morning Gorgeous è il quattordicesimo album della cantante statunitense Mary J. Blige, pubblicato in maniera indipendente. Il progetto discografico ha ottenuto quattro candidature alla 65ª edizione dei Grammy Awards, tra cui all'album dell'anno e al miglior album R&B.

## Descrizione
Il progetto discografico prende nome dalla frase che l'artista si ripete giornalmente dopo il divorzio dall'ex marito e manager Martin "Kendu" Isaacs. Il progetto vede la partecipazione di numerosi produttori e artisti, tra cui DJ Khaled, Usher, H.E.R., Fivio Foreign e Ne-Yo.

## Promozione
Blige ha annunciato la pubblicazione dell'album il 5 dicembre 2021, in concomitanza alla pubblicazione dei primi due singoli, per poi rivelarne la tracklist il 31 gennaio 2022, data di pubblicazione del terzo singolo Rent Money. Due giorni dopo rispetto alla pubblicazione dell'album, Blige si é esibita durante l'halfitime show del Super Bowl LVI.

## Accoglienza
| Recensione           | Giudizio |
| -------------------- | -------- |
| AllMusic             |          |
| Clash                | 7/10     |
| Entertainment Weekly | B+       |
| NME                  |          |
| Pitchfork            | 6.5/10   |
| Rolling Stone        |          |

Il progetto discografico è stato accolto con un pensiero generalmente positivo da parte della critica musicale, ottenendo un punteggio medio di 75/100 secondo Metacritic.
Leah Greenblatt, recensendo l'album per Entertainment Weekly, sottolinea che «con il suo 15º album in studio, la regina dell'hip-hop/soul si immerge nella vita da donna single» poiché «se Strength of a Woman del 2017 era il suo disco sul rovisono divorzio, [...] Gorgeous è il suono di un'artista che sta lentamente riemergendo». Greenblatt scrive che «come autrice, il dono di Blige non è mai stato tanto la specificità quanto la sincerità, e le canzoni di Gorgeous trattano argomenti così familiari che si sono consumati come i solchi di un vinile: la speranza, il dolore, l'imparare ad amare e a lasciarsi andare; [...] nella libertà che deriva dal fatto di non avere più una considerazione privilegiata nel mercato del pop».
Robin Murray di Clash definisce la cantante «un fenomeno», poiché «il suo tocco aggraziato sfida il tempo e le tendenze, con il suo approccio vivido che si spinge verso un senso di connessione più universale». Murray, al termine della recensione, scrive che si ascolta «un disco che emana fascino e grazia». Mosi Reeves di Rolling Stone scrive che «quasi tutti i 15 album di Blige hanno una struttura concettuale; [...] ma Good Morning Gorgeous sembra più sciolto di altri» in cui «l'artista evita con cura la profonda malinconia del suo passato. La musica è perlopiù speranzosa e vivace, anche quando i sentimenti lo smentiscono».

## Riconoscimenti
Grammy Award
- 2023 – Candidatura all'album dell'anno
- 2023 – Candidatura al miglior album R&B

2022 - BET Awards
- BET Her Award

2022 – Soul Train Music Award
- Candidatura all'album dell'anno

## Tracce

### Standard
1. No Idea – 2:16
2. Love Will Never – 3:29
3. Here with Me (feat. Anderson Paak) – 2:19
4. Rent Money (feat. Dave East) – 3:49
5. Amazing (feat. DJ Khaled) – 2:39
6. GMG (Interlude) – 1:11
7. Good Morning Gorgeous – 2:54
8. Come See About Me – 3:28
9. On Top (feat. Fivio Foreign) – 2:47
10. Love Without The Heartbreak – 3:48
11. Falling in Love – 3:18
12. Enough – 3:05
13. Need Love (feat. Usher) – 3:04

### Deluxe target
1. Running (feat. Ne-Yo) – 4:20

## Successo commerciale
Negli Stati Uniti, Good Morning Gorgeous ha esordito ala posizione numero 14 della Billboard 200 con 25.000 unità nella prima settimana di commercializzazione. È entrato anche ala posizione numero 9 della classifica US Top R&B/Hip-Hop Albums, diventando il 19º album della Blige ad esordire nelle prime dieci posizioni, superando Mariah Carey, divenendo la seconda artista con il maggior numero di album nella Top10 della classifica.

## Classifiche
| Classifica (2022) | Posizione massima |
| ----------------- | ----------------- |
| Stati Uniti       | 14                |
| Svizzera          | 56                |